# 루돌프 야코프 카메라리우스

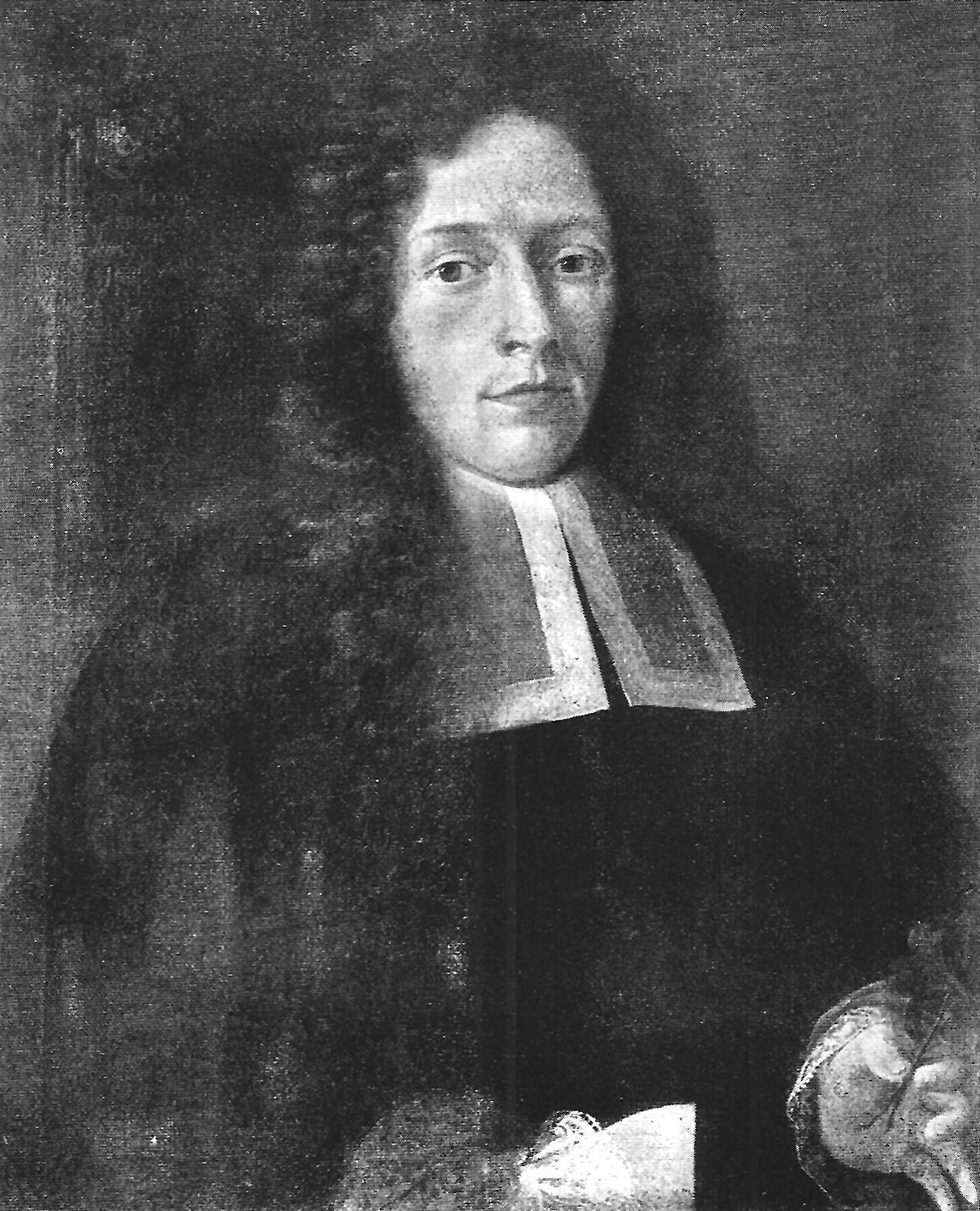

루돌프 야코프 카메라리우스(Rudolf Jakob Camerarius, 1665년 ~ 1721년)는 독일의 식물학자, 의사이다. 비텐베르크에서 출생하였으며 튀빙겐 대학교 교수를 지냈다. 꽃가루받이에 의해서 씨앗이 생기는 현상을 실험하여 식물에도 암수가 있음을 증명하였다.